# 緑花台
緑花台（りょっかだい）は、愛知県名古屋市緑区の町名。丁番を持たない単独町名である。住居表示未実施。

## 地理
名古屋市緑区の南西部に位置し、東は桶狭間西、西は大高町、南は文久山、南西は大根山、北は有松愛宕、北西は有松南に接する。

## 歴史

### 沿革
- 2001年（平成13年）2月17日 - 緑区有松町大字桶狭間（字権平谷）・大高町（字北忠治山・添上山・長根・西鰌池・東鰌池・東山・平部高根・崙天）の各一部より、同区緑花台が成立[1]。
- 2008年（平成20年）11月1日 - 大高町（字北忠治山・添上山・東山・崙天）の一部を編入[7]。

## 世帯数と人口
2019年（平成31年）3月1日現在の世帯数と人口は以下の通りである。
| 町丁   | 世帯数  | 人口    |
| ------ | ------- | ------- |
| 緑花台 | 674世帯 | 1,837人 |

### 人口の変遷
国勢調査による人口の推移
| 2005年（平成17年） | 951人   | [ 8 ]  |  |
| 2010年（平成22年） | 1,597人 | [ 9 ]  |  |
| 2015年（平成27年） | 1,831人 | [ 10 ] |  |

## 学区
市立小・中学校に通う場合、学校等は以下の通りとなる。また、公立高等学校全日制普通科に通う場合の学区は以下の通りとなる。
| 番・番地等 | 小学校               | 中学校               | 高等学校普通科 |
| ---------- | -------------------- | -------------------- | -------------- |
| 全域       | 名古屋市立有松小学校 | 名古屋市立有松中学校 | 尾張学区       |

## 施設
- 西鰌池公園

## その他

### 日本郵便
- 郵便番号 : 459-8005[4]（集配局：緑郵便局[13]）。